# Vieux-Moulin (Oise)
Pour les articles homonymes, voir Vieux-Moulin.
Vieux-Moulin est une commune française située au cœur de la forêt de Compiègne dans le département de l'Oise, en région Hauts-de-France. Le hameau du Vivier-Frère-Robert y est rattaché.
Ses habitants sont appelés les Vieux-Moulinois.

## Géographie
Au cœur de la forêt de Compiègne, le village, dominé par le mont Saint-Mard, s'étire dans le vallon du ru de Berne, affluent de la rive gauche de l'Aisne. Désigné au XIIIe siècle sous le toponyme rivus Hortice, « ce ruisseau des orties » a permis l'implantation humaine dans une forêt où les ressources aquatiques pérennes sont rares. Il est alimenté par le ru de la Fontaine-aux-Porchers augmenté par le ru des Prés-la-Ville et le ru du Pré-Tortu. Son débit, bien que modeste, permit d'installer un moulin au IXe siècle au lieu-dit le Château Vert. Les marais qu'il traverse avaient été drainés et aménagés en prairie. Ils sont redevenus des zones humides menacées aujourd'hui par l'urbanisation.

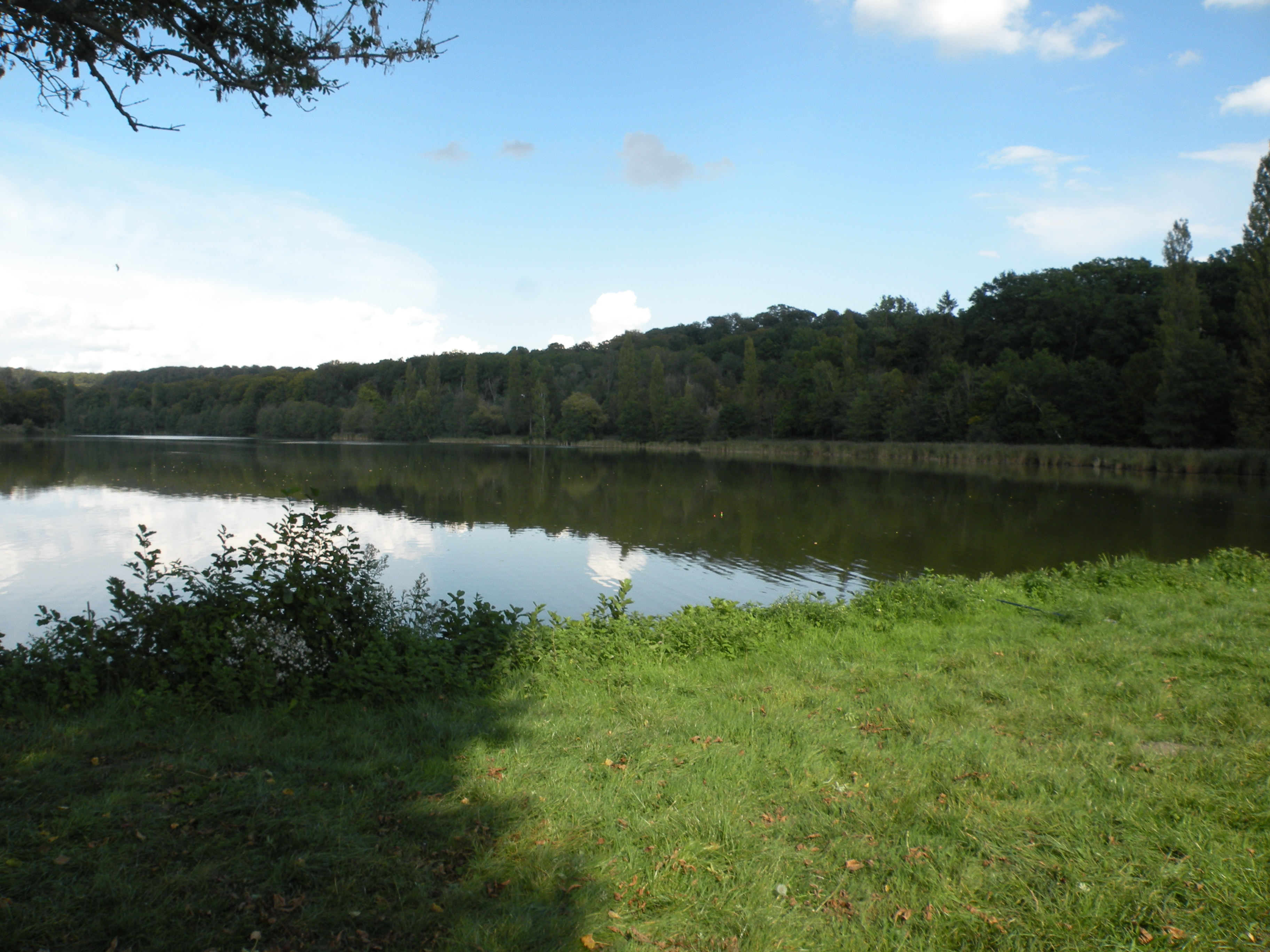
L'étang de Saint-Pierre.

Le cours du ru de Berne, long de 13 818 m, est entretenu par le Syndicat intercommunal pour l'entretien et l'aménagement des rus de Berne et des Planchettes créé en 2003. Il alimente les étangs de Saint-Pierre creusés par les moines célestins de Saint-Pierre-en-Chastres au XVIe siècle. Les étangs étaient au nombre de six, réduits à trois aujourd'hui : étangs de Saint-Pierre, de la Rouillie et de l'Etot. Ils servaient à fournir du poisson pour les moines et à rouir le chanvre. Le ru de Berne traverse ensuite les étangs du Vivier-Frère-Robert et de l'Ortille avant de rejoindre l'Aisne après le pont de Berne.
Les sols sablonneux et peu fertiles n'ont pas permis le développement de l'agriculture et les habitants s'employaient en forêt : ils étaient bûcherons ou brioleurs (transporteurs de bois).
| Compiègne           |              | Trosly-Breuil  |
| Compiègne           | Vieux-Moulin | Cuise-la-Motte |
| Saint-Jean-aux-Bois |              | Pierrefonds    |

### Hydrographie

#### Réseau hydrographique
La commune est située dans le bassin Seine-Normandie. Elle est drainée par le ru de Berne, le ru de la Fontaine Porchers, le ru du Pain Cher, le ru du Pre Tortu, le cours d'eau 01 du Mont Arcy et le fossé 01 du Faubourg,,.
Le ru de Berne, d'une longueur de 14 km, prend sa source dans la commune de Pierrefonds et se jette  dans l'Aisne à Compiègne, après avoir traversé trois communes. 

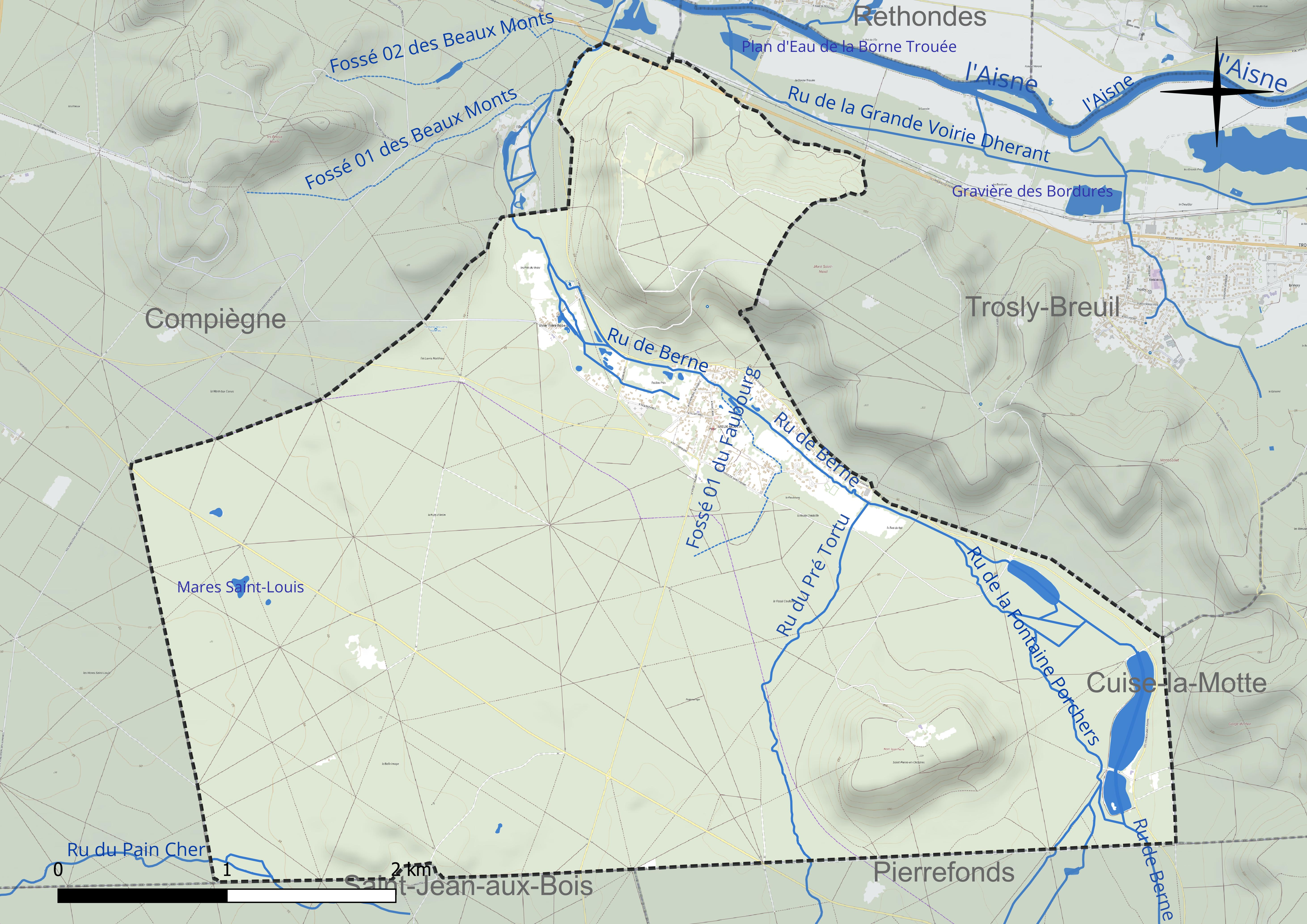
Réseau hydrographique de Vieux-Moulin.

Trois plans d'eau complètent le réseau hydrographique : l'étang de l'étot (3,3 ha), l'étang de Saint-Pierre (13,3 ha) et Mares Saint-Louis (0,7 ha),.

#### Gestion et qualité des eaux
Le territoire communal est couvert par le schéma d'aménagement et de gestion des eaux (SAGE) « Sensée ». Ce document de planification concerne un territoire de 789 km2 de superficie, délimité par trois bassins versants en totalité ou en partie (Aisne, Oise et Aronde). Le périmètre a été arrêté le 16 octobre 2001 et le SAGE proprement dit a été approuvé le 8 juin 2009, puis révisé le 27 novembre 2019. La structure porteuse de l'élaboration et de la mise en œuvre est le syndicat mixte Oise-Aronde. 
La qualité des cours d'eau peut être consultée sur un site dédié géré par les agences de l'eau et l'Agence française pour la biodiversité. 

### Climat
Pour des articles plus généraux, voir Climat des Hauts-de-France et Climat de l'Oise.
En 2010, le climat de la commune est de type climat océanique dégradé des plaines du Centre et du Nord, selon une étude du CNRS s'appuyant sur une série de données couvrant la période 1971-2000. En 2020, Météo-France publie une typologie des climats de la France métropolitaine dans laquelle la commune est dans une zone de transition entre le climat océanique et le climat océanique altéré et est dans la région climatique  Nord-est du bassin Parisien, caractérisée par un ensoleillement médiocre, une pluviométrie moyenne régulièrement répartie au cours de l'année et un hiver froid (3 °C). 
Pour la période 1971-2000, la température annuelle moyenne est de 10,8 °C, avec une amplitude thermique annuelle de 15,1 °C. Le cumul annuel moyen de précipitations est de 699 mm, avec 11,4 jours de précipitations en janvier et 8,2 jours en juillet. Pour la période 1991-2020, la température moyenne annuelle observée sur la station météorologique la plus proche, située sur la commune de Margny-lès-Compiègne à 9 km à vol d'oiseau, est de 11,2 °C et le cumul annuel moyen de précipitations est de 633,5 mm,. Pour l'avenir, les paramètres climatiques de la commune estimés pour 2050 selon différents scénarios d'émission de gaz à effet de serre sont consultables sur un site dédié publié par Météo-France en novembre 2022.

## Urbanisme

### Typologie
Au 1er janvier 2024, Vieux-Moulin est catégorisée commune rurale à habitat dispersé, selon la nouvelle grille communale de densité à sept niveaux définie par l'Insee en 2022.
Elle est située hors unité urbaine. Par ailleurs la commune fait partie de l'aire d'attraction de Compiègne, dont elle est une commune de la couronne,. Cette aire, qui regroupe 101 communes, est catégorisée dans les aires de 50 000 à moins de 200 000 habitants,.

### Occupation des sols
L'occupation des sols de la commune, telle qu'elle ressort de la base de données européenne d'occupation biophysique des sols Corine Land Cover (CLC), est marquée par l'importance des forêts et milieux semi-naturels (95,1 % en 2018), une proportion sensiblement équivalente à celle de 1990 (95,8 %). La répartition détaillée en 2018 est la suivante :
forêts (93,6 %), zones urbanisées (3,5 %), milieux à végétation arbustive et/ou herbacée (1,5 %), eaux continentales (1,4 %). L'évolution de l'occupation des sols de la commune et de ses infrastructures peut être observée sur les différentes représentations cartographiques du territoire : la carte de Cassini (XVIIIe siècle), la carte d'état-major (1820-1866) et les cartes ou photos aériennes de l'IGN pour la période actuelle (1950 à aujourd'hui).

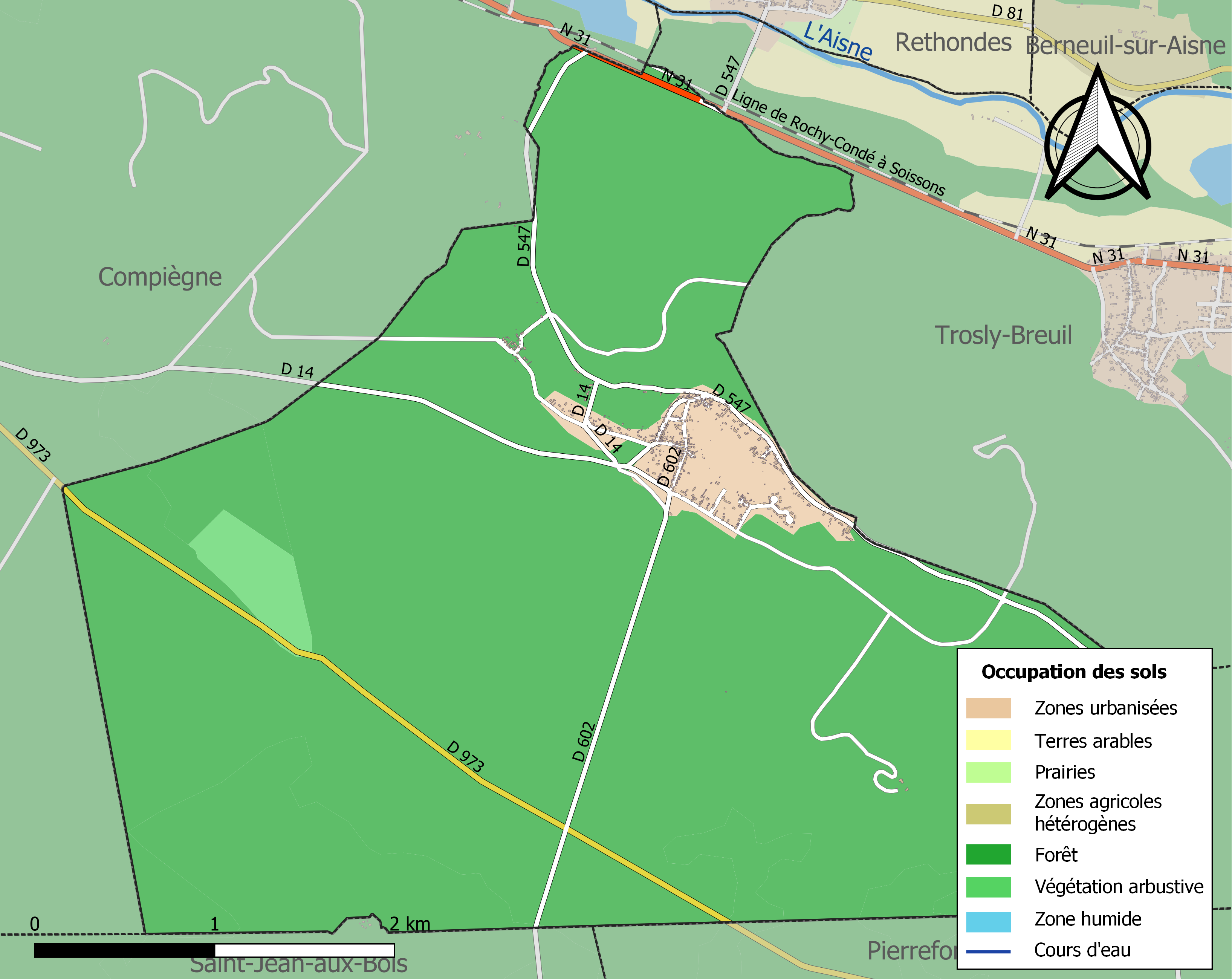
Carte des infrastructures et de l'occupation des sols de la commune en 2018 (CLC).

### Voies de communication et transports
La commune est desservie, en 2023, par la ligne 101 du réseau TIC ainsi que par la ligne 15 du service AlloTIC.

## Toponymie
Vetus Molendinum (1144), Vetus Molinum, Vieil Moslin (1564), Vieil Moulin (1690), Vieux Moulin (1700).
« Vieux Moulin », d'un moulin à eau sur le ru de Berne.

## Histoire

### Préhistoire
Sur la pente nord du mont Saint-Mard face à Rethondes se trouve la Pierre Torniche ou Pierre qui tourne. Ce rocher, détaché du sommet du plateau calcaire, a été utilisé comme sépulture collective à la fin du Néolithique. Des fouilles entreprises en 1865 ont révélé dix-huit squelettes et une trentaine d'objets en silex, conservés au Musée de l'Homme à Paris, qui permettent une datation entre 2500 et 1700 av. J.-C. La légende rapporte que cette pierre tournerait sur elle-même à minuit le jour de Noël.

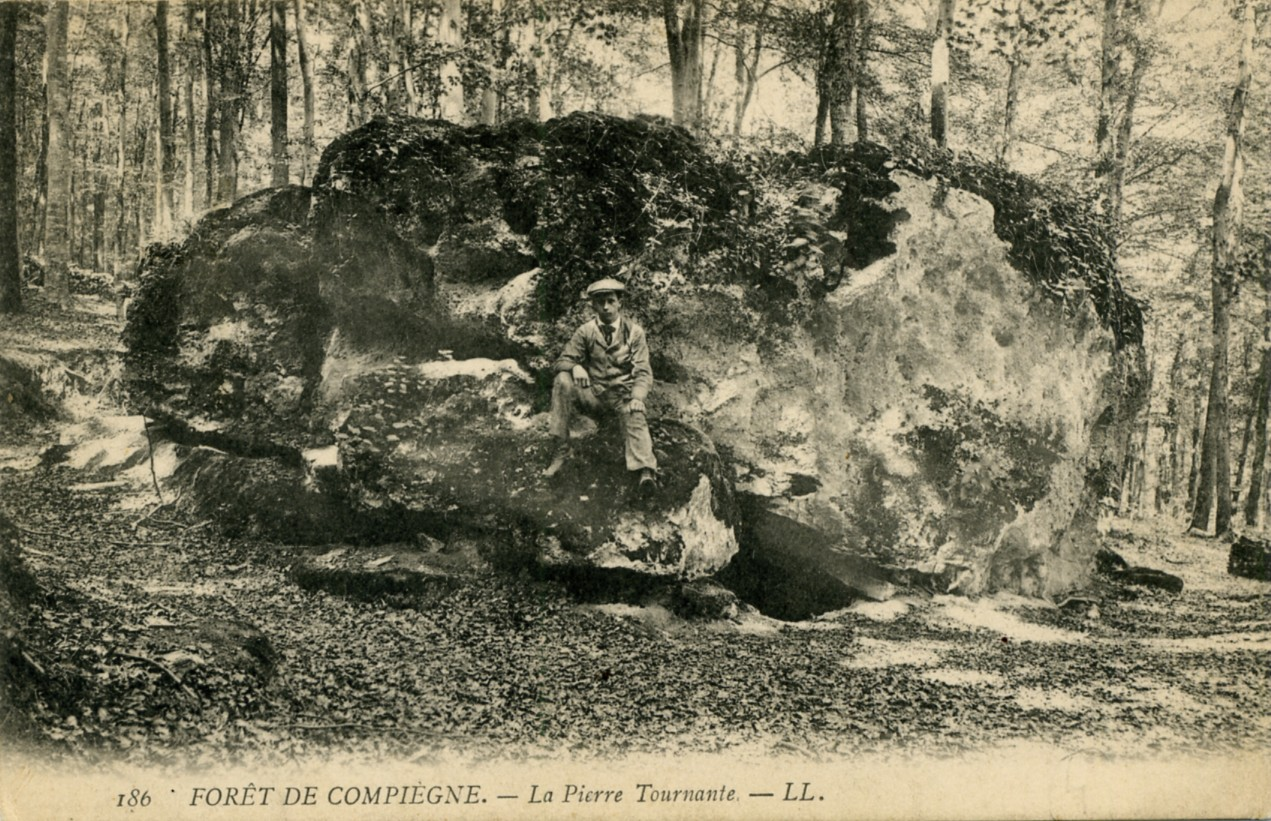
La Pierre Torniche.

### Moyen Âge
Unique paroisse fondée dans la forêt de Compiègne, il y eut d'abord une chapelle dédiée à saint Mellon de Cardiff qui fut le premier évêque de Rouen.
En 1309, une communauté de moines célestins s'installe sur une hauteur à proximité et y édifie le prieuré de Saint-Pierre-en-Chastres, sur l'initiative de Philippe IV le Bel. Le prieuré bénéficie ensuite des libéralités de Philippe V le Long et de Charles IV le Bel. Le prieuré contribue, en 1331, à la fondation du prieuré Sainte-Croix d'Offémont, près de Saint-Crépin-aux-Bois. Les moines y demeurent jusqu'à la Révolution, malgré la suppression de l'ordre des Célestins en 1771.

## Politique et administration
| Période                                  | Période  | Identité        | Étiquette | Qualité                                                                                 |
| ---------------------------------------- | -------- | --------------- | --------- | --------------------------------------------------------------------------------------- |
| Les données manquantes sont à compléter. |          |                 |           |                                                                                         |
| 1953                                     | 1956     | Adéodat Bailly  |           |                                                                                         |
| 1956                                     | 2001     | Colette Pittard |           |                                                                                         |
| 2001                                     | 2014     | Patrick Lesne   | PS        | Vice-président de l'Agglomération de la région de Compiègne (? → 2014)                  |
| 2014                                     | En cours | Béatrice Martin | SE        | Enseignante Conseillère-déléguée de l'Agglomération de la région de Compiègne (2014 → ) |

## Population et société

### Démographie

#### Évolution démographique
L'évolution du nombre d'habitants est connue à travers les recensements de la population effectués dans la commune depuis 1793. Pour les communes de moins de 10 000 habitants, une enquête de recensement portant sur toute la population est réalisée tous les cinq ans, les populations de référence des années intermédiaires étant quant à elles estimées par interpolation ou extrapolation. Pour la commune, le premier recensement exhaustif entrant dans le cadre du nouveau dispositif a été réalisé en 2005.

En 2022, la commune comptait 600 habitants, en évolution de −6,54 % par rapport à 2016 (Oise : +0,87 %, France hors Mayotte : +2,11 %).
| 1793 | 1800 | 1806 | 1821 | 1831 | 1836 | 1841 | 1846 | 1851 |
| ---- | ---- | ---- | ---- | ---- | ---- | ---- | ---- | ---- |
| 300  | 322  | 355  | 333  | 386  | 387  | 417  | 436  | 390  |

| 1856 | 1861 | 1866 | 1872 | 1876 | 1881 | 1886 | 1891 | 1896 |
| ---- | ---- | ---- | ---- | ---- | ---- | ---- | ---- | ---- |
| 378  | 401  | 372  | 361  | 329  | 400  | 399  | 374  | 436  |

| 1901 | 1906 | 1911 | 1921 | 1926 | 1931 | 1936 | 1946 | 1954 |
| ---- | ---- | ---- | ---- | ---- | ---- | ---- | ---- | ---- |
| 459  | 462  | 456  | 518  | 515  | 423  | 424  | 390  | 469  |

| 1962 | 1968 | 1975 | 1982 | 1990 | 1999 | 2005 | 2006 | 2010 |
| ---- | ---- | ---- | ---- | ---- | ---- | ---- | ---- | ---- |
| 505  | 426  | 409  | 418  | 495  | 579  | 619  | 628  | 598  |

| 2015 | 2020 | 2022 | - | - | - | - | - | - |
| ---- | ---- | ---- | - | - | - | - | - | - |
| 648  | 600  | 600  | - | - | - | - | - | - |

#### Pyramide des âges
En 2018, le taux de personnes d'un âge inférieur à 30 ans s'élève à 28,4 %, soit en dessous de la moyenne départementale (37,3 %). À l'inverse, le taux de personnes d'âge supérieur à 60 ans est de 26,9 % la même année, alors qu'il est de 22,8 % au niveau départemental.
En 2018, la commune comptait 318 hommes pour 311 femmes, soit un taux de 50,56 % d'hommes, légèrement supérieur au taux départemental (48,89 %).
Les pyramides des âges de la commune et du département s'établissent comme suit.
| Hommes | Classe d’âge | Femmes |
| ------ | ------------ | ------ |
| 0,3    | 90 ou +      | 0,3    |
| 5,2    | 75-89 ans    | 7,7    |
| 20,2   | 60-74 ans    | 20,3   |
| 26,4   | 45-59 ans    | 26,8   |
| 16,9   | 30-44 ans    | 18,9   |
| 12,4   | 15-29 ans    | 9,6    |
| 18,6   | 0-14 ans     | 16,3   |

| Hommes | Classe d’âge | Femmes |
| ------ | ------------ | ------ |
| 0,5    | 90 ou +      | 1,4    |
| 5,5    | 75-89 ans    | 7,6    |
| 15,6   | 60-74 ans    | 16,3   |
| 20,8   | 45-59 ans    | 20     |
| 19,4   | 30-44 ans    | 19,4   |
| 17,6   | 15-29 ans    | 16,2   |
| 20,6   | 0-14 ans     | 19,1   |

## Culture locale et patrimoine

### Lieux et monuments
- L'église Saint-Mellon ( Inscrite MH (2015)[34]).
- Le Manoir, vieille bâtisse représentative des maisons de campagne de l'ancienne bourgeoisie parisienne.
- Le Pavillon de l'impératrice Eugénie, œuvre de l'architecte Victor Grisart, 1857 ( Inscrit MH (1994)[35]).
- Les ruines du prieuré des Célestins de Saint-Pierre-en-Chastres ( Classé MH (1905)[36]). Les deux statues de Saint Pierre et Saint Paul exécutées en 1713 par le sculpteur François Dumont pour le jubé de l'église sont aujourd'hui exposées à Saint-Jacques de Compiègne. Les têtes d'angelots sculptées sur le jubé sont également de la main de cet artiste.
- Le poste forestier de Saint-Pierre-en-Chastres ( Inscrit MH (1949)[37]).
- Le Béguinage de la forêt, ancienne école maintenant maisons mitoyennes d'habitation.

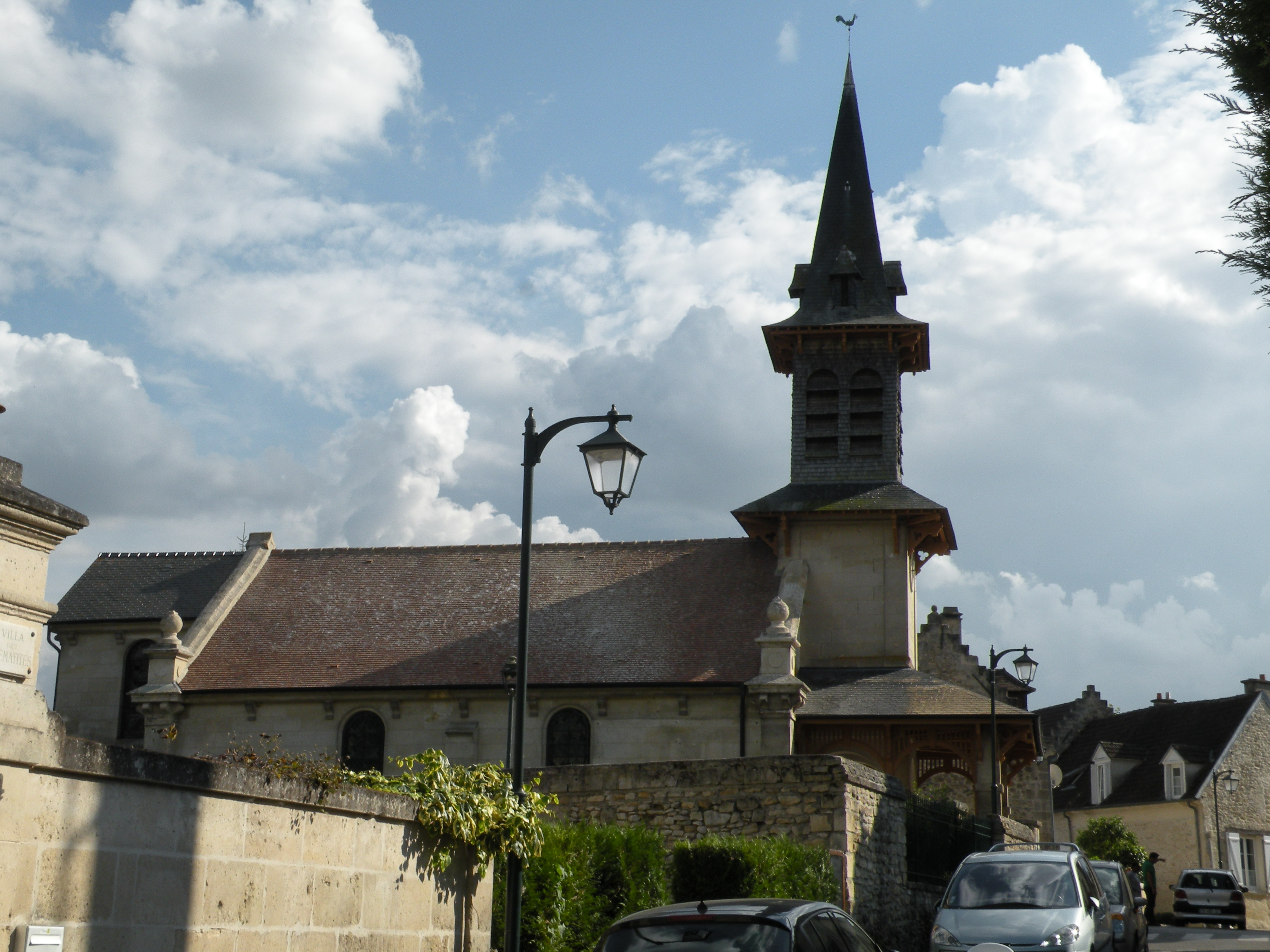
L'église Saint-Mellon.
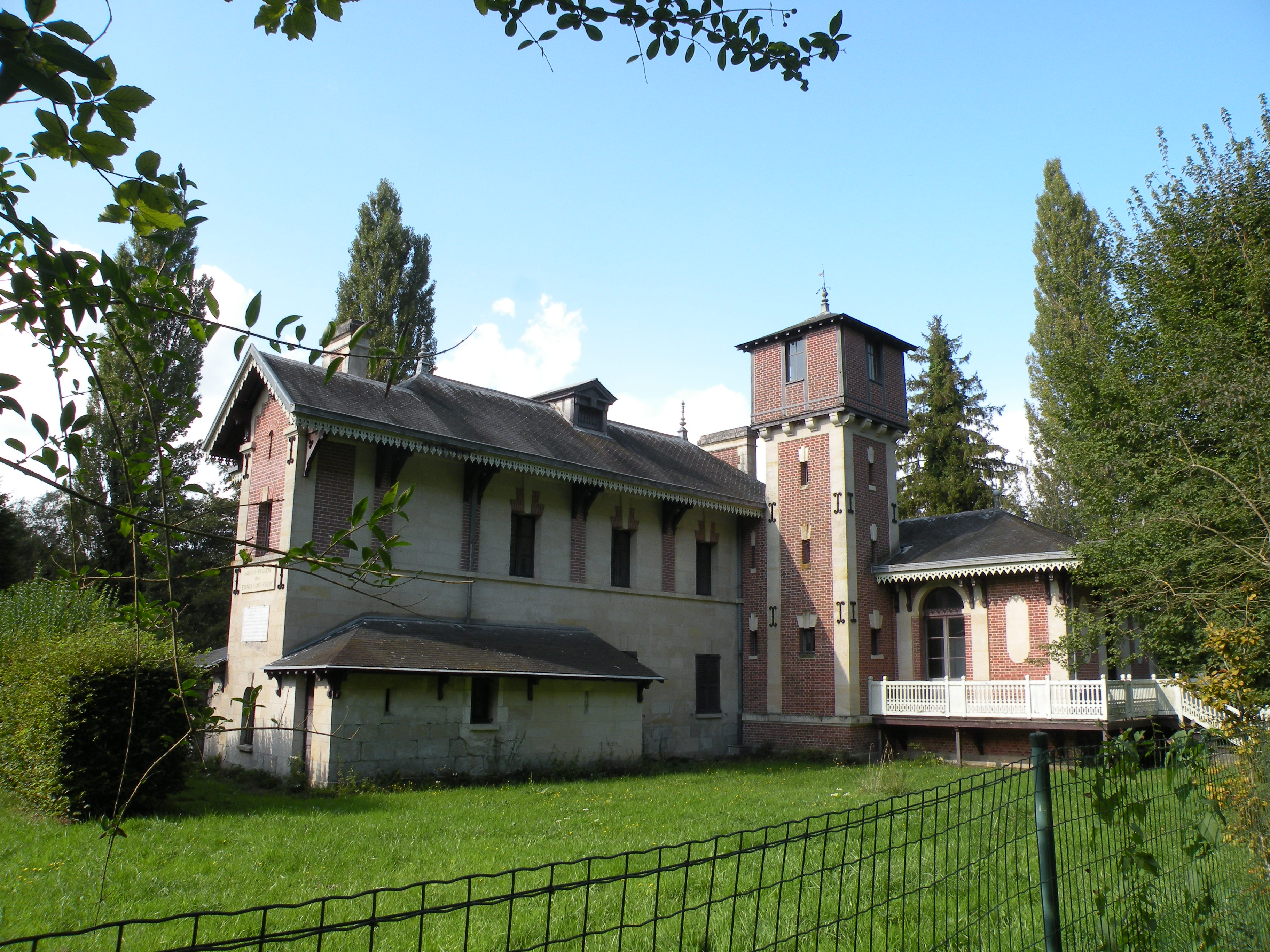
Le pavillon de l'impératrice Eugénie.
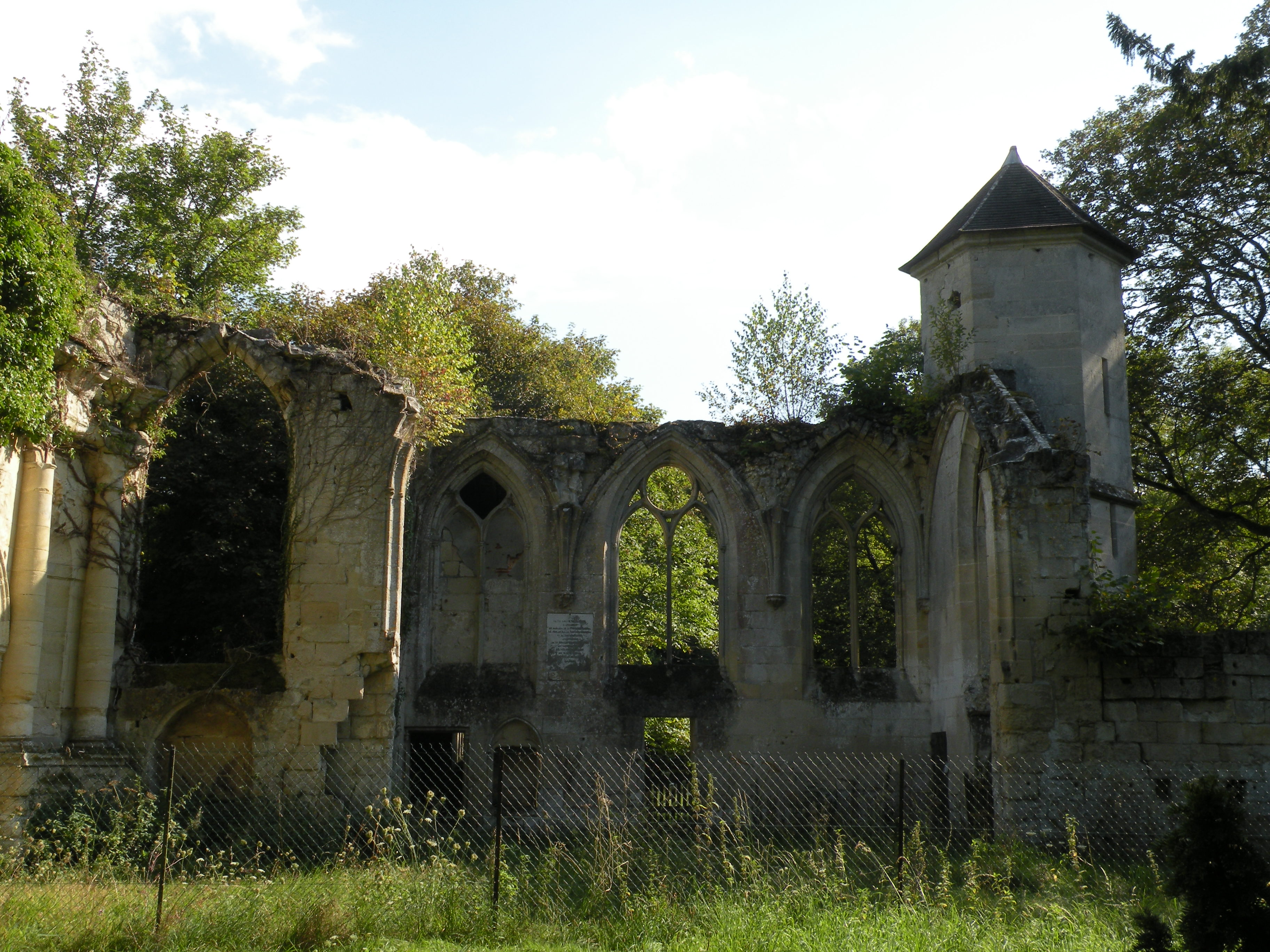
Le prieuré.
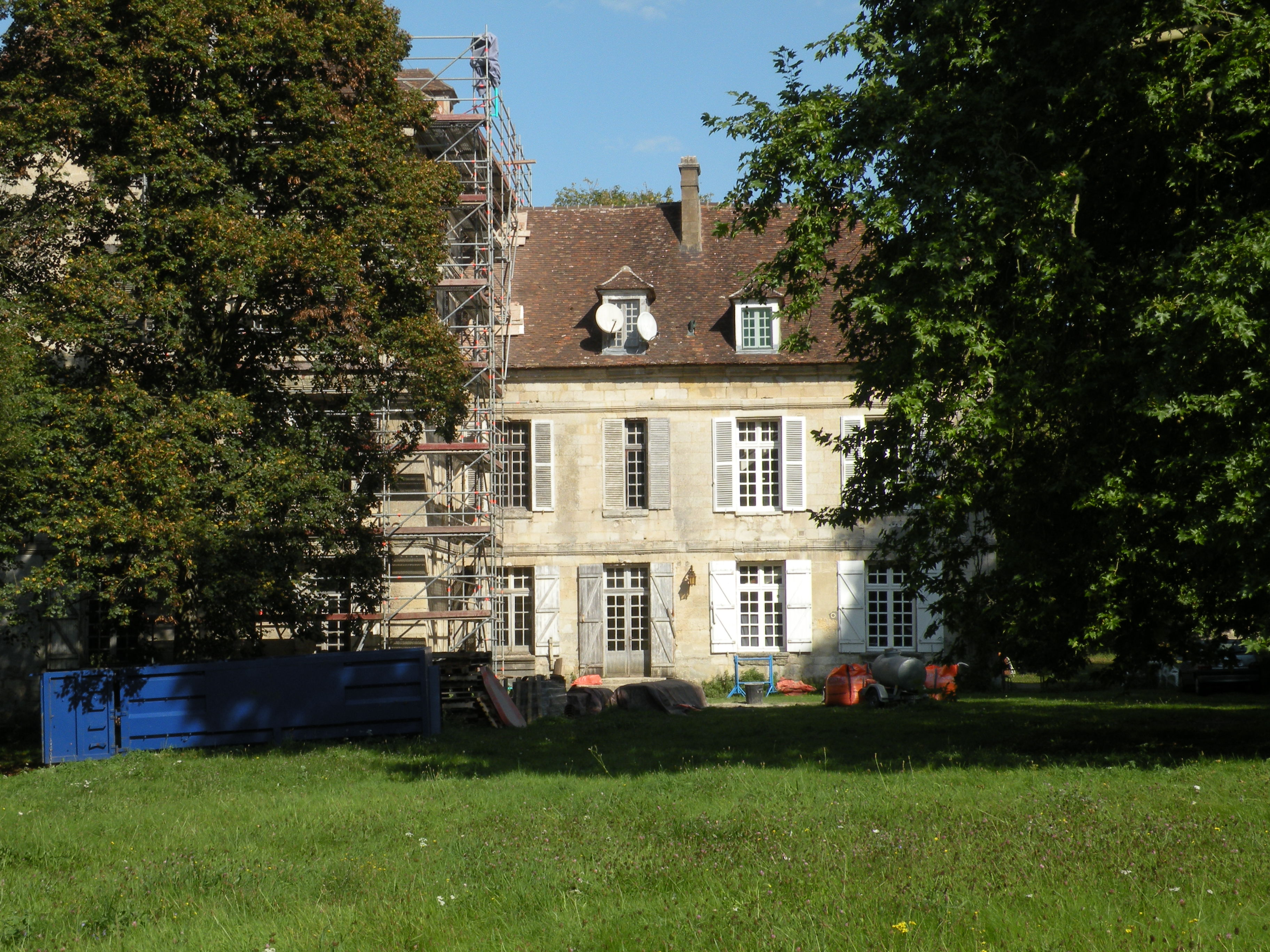
Le poste forestier.

### Personnalités liées à la commune

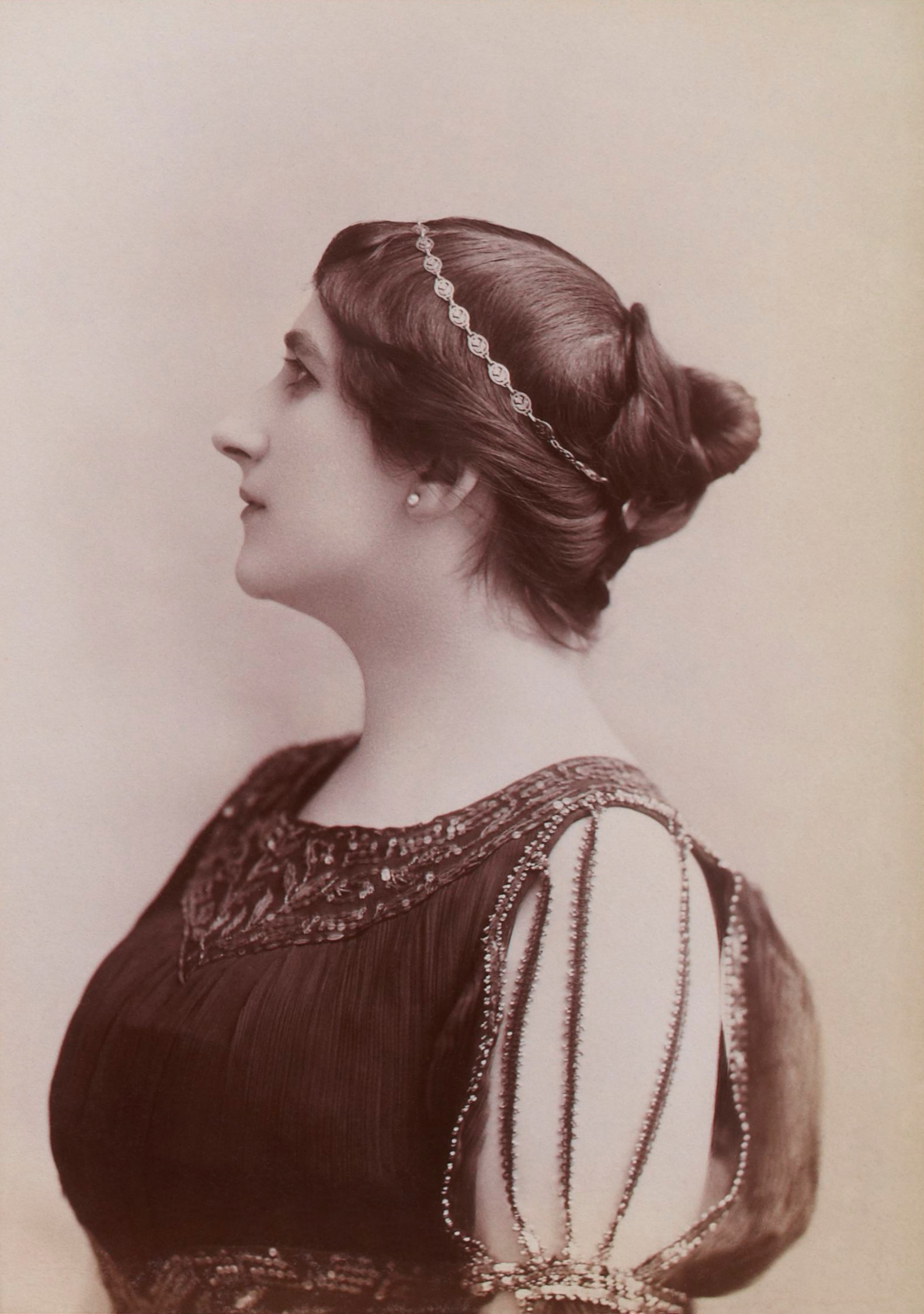
Marie-Aimée Roger-Miclos, personnalité de la commune du Vieux-Moulin. Une photographie de Jean Reutlinger en octobre 1902.

- Jean Charles Quinette de Cernay (1776-1822), général des armées de l'Empire y est décédé.
- Jacques Mesrine (1936-1979), criminel, a tenu l'auberge du Mont-Saint-Mard de 1967 à 1969.
- Maurice Pillet-Will (1870-1952), comte et banquier habitant La Chaumine, il créa l'école des Samuels.
- Marie-Aimée Roger-Miclos (1860-1950), pianiste, a fait construire le Paradou en 1898.
- Eugène Lefèvre-Pontalis (1862-1923), professeur à l'École des Chartes et directeur de la Société française d'archéologie, il habitait le Paradou.
- Bohuslav Martinů (1890-1959), compositeur tchèque, il habitait la Brèche-au-Bois‚ rue d'Enfer‚ désormais appelée rue du général de Gaulle.
- Charles Paul (1879-1960), médecin légiste, il avait installé un élevage de cockers dans sa résidence secondaire "Les Terres Fraîches". Une place porte son nom.
- Pierre Dreyfus (1907-1994), ancien PDG des Automobiles Renault passa ses vacances au Manoir que son père, banquier qui fit fortune en Amérique centrale construisit à la fin du XIXe siècle.
- Jacques Riboud (1908-2001), ancien PDG d'Antar, urbaniste et économiste monétaire racheta le Manoir peu après la Seconde Guerre mondiale.
- L'écrivain Gérard Nicaisse (1924-2007) y a possédé une maison, au no 1 de l'impasse Saint-Jean, de 1966 à sa mort en 2007.
- Constance (1985-), comédienne et humoriste, arrière-petite-fille du docteur Paul Charles.
- David Koven (1955-), chanteur de variété, habitant le village[38].

### Héraldique
|  | Les armes de la commune se blasonnent ainsi : Coupé : au premier de sinople à la roue de moulin d'or accompagnée, aux cantons, de deux fleurs de lys du même, au second d'argent aux trois fasces ondées d'azur. |